# Municipio de Sidney (Dakota del Sur)
El municipio de Sidney (en inglés: Sidney Township) es un municipio ubicado en el condado de Perkins en el estado estadounidense de Dakota del Sur. En el año 2010 tenía una población de 9 habitantes y una densidad poblacional de 0,1 personas por km².

## Geografía
El municipio de Sidney se encuentra ubicado en las coordenadas 45°42′29″N 102°47′24″O / 45.70806, -102.79000. Según la Oficina del Censo de los Estados Unidos, el municipio tiene una superficie total de 92.3 km², de la cual 92,24 km² corresponden a tierra firme y (0,06 %) 0,06 km² es agua.

## Demografía
Según el censo de 2010, había 9 personas residiendo en el municipio de Sidney. La densidad de población era de 0,1 hab./km². De los 9 habitantes, el municipio de Sidney estaba compuesto por el 100 % blancos. Del total de la población el 0 % eran hispanos o latinos de cualquier raza.